# Groß Bademeusel
Groß Bademeusel, niedersorbisch Wjelike Bóžemysle, ist ein Ortsteil der Stadt Forst (Lausitz) im Landkreis Spree-Neiße in Brandenburg. Der Ort war bis zum 5. Dezember 1993 eine eigenständige Gemeinde.

## Lage
Groß Bademeusel liegt in der Niederlausitz, unmittelbar an der Grenze zu Polen und rund 28 Kilometer südöstlich von Cottbus. Das Stadtzentrum von Forst ist sieben Kilometer entfernt. Die Gemarkung von Groß Bademeusel grenzt im Norden und Osten an die polnische Gemeinde Brody mit dem Dorf Brożek, im Süden an Klein Bademeusel, im Südwesten an Preschen mit Raden, im Westen an Groß Schacksdorf und im Nordwesten an Forst mit Keune. Nordöstlich von Groß Bademeusel bildet die Lausitzer Neiße die Grenze zu Polen.
Groß Bademeusel liegt an der Landesstraße 49 (ehemalige Bundesstraße 122). Die Bundesautobahn 15 mit der Anschlussstelle Bademeusel liegt etwa drei Kilometer südöstlich des Dorfes. Zu Groß Bademeusel gehört der Wohnplatz Försterei Keune.

## Geschichte

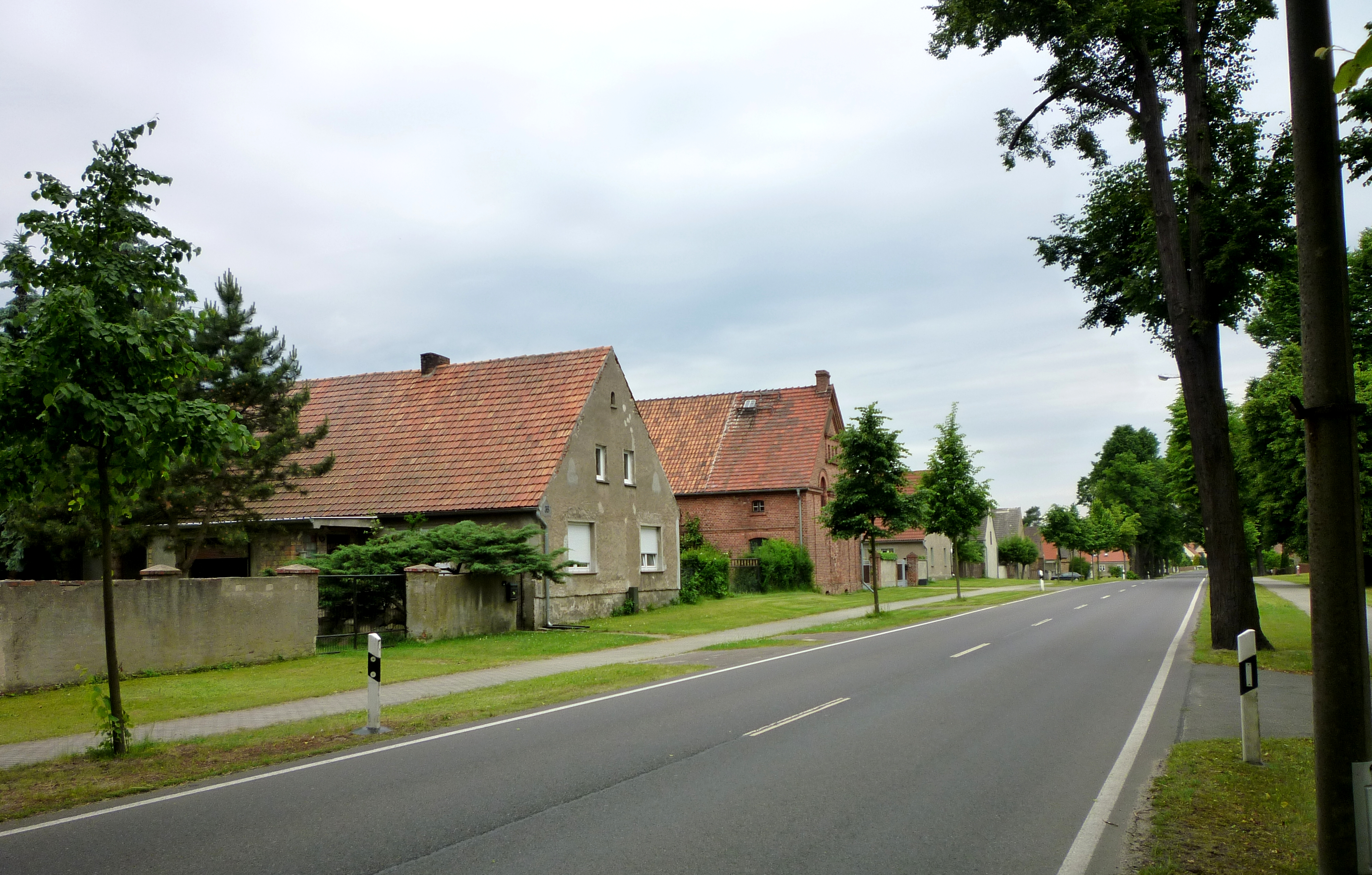
Durchgangsstraße in Groß Bademeusel

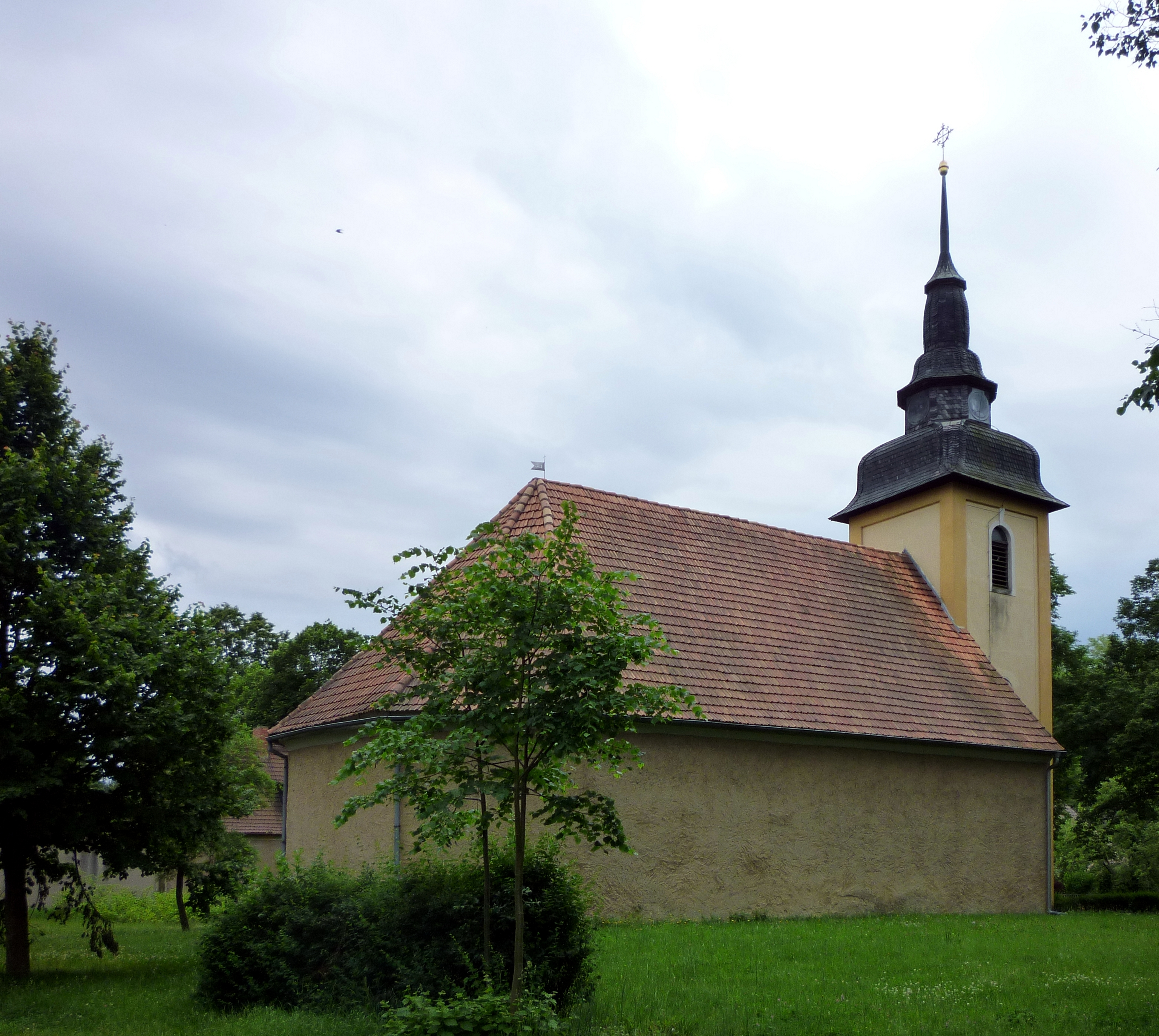
Kirche auf dem Dorfanger

Groß Bademeusel wurde im Jahr 1346 als Bodomozil erstmals urkundlich erwähnt. Der Name stammt aus dem Sorbischen und lässt sich etwa als „göttlicher Gedanke“ bzw. „Gottesdank“ übersetzen. Der Volkskundler Arnošt Muka deutet den Ortsnamen als Einwohnername, also als von einem Personennamen abgeleitet. Eine andere Version erzählen sich die Einwohner des Dorfes. Früher befand sich das Dorf auf der anderen Seite der Neiße und wurde oft von Überflutungen betroffen. Als man beschloss das Dorf auf der höher gelegenen anderen Flussseite neu zu errichten erwies sich dies als „göttlicher Gedanke“. 1465 lautete der Ortsname grossen Bademewsel.
Groß Bademeusel war ein Kämmereidorf der Herrschaft Forst und gehörte somit zunächst zu den Ländern der böhmischen Krone und zum Gubenischen Kreis. Die Dorfkirche wurde bereits im 14. Jahrhundert als Feldsteinkirche gebaut. Durch den Prager Frieden kam Groß Bademeusel im Jahr 1635 an das Kurfürstentum Sachsen, das im Jahr 1806 zum Königreich erhoben wurde.
Im Zuge der auf dem Wiener Kongress beschlossenen Teilung des Königreiches Sachsen kam Groß Bademeusel in das Königreich Preußen und gehörte dort zum Regierungsbezirk Frankfurt der Provinz Brandenburg. Bei der Gebietsreform im Jahr 1816 wurde Groß Bademeusel dem Landkreis Sorau zugeordnet. Um 1840 gab es in Groß Bademeusel laut der Topografisch-statistischen Übersicht des Regierungsbezirkes Frankfurt 44 Wohngebäude und 271 Einwohner. 1864 lebten in Groß Bademeusel und dem zum Ort gehörenden Vorwerk 335 Einwohner. Bei der Volkszählung vom 1. Dezember 1871 lebten in der Landgemeinde Groß Bademeusel 364 Einwohner in 71 Familien und vier Einzelhaushalten. Von den Einwohnern waren 170 männlich und 194 weiblich; 81 Einwohner waren Kinder unter zehn Jahren. Des Weiteren waren 383 Einwohner evangelisch-lutherischer und nur ein Einwohner katholischer Konfession. 1874 schlossen sich die Landgemeinde und der Gutsbezirk Groß Bademeusel dem Amtsbezirk Preschen an.
Laut Arnošt Muka waren 1884/85 nur noch fünf Einwohner von Groß Bademeusel Sorben. Am 1. Dezember 1910 hatte die Landgemeinde 315 und der Gutsbezirk sieben Einwohner, 1928 wurde der Gutsbezirk aufgelöst und in die Landgemeinde eingegliedert. Bis zum Ende des Zweiten Weltkrieges gab es bei Groß Bademeusel eine Brücke über die Neiße in den Ort Scheuno (heute polnisch Brożek), diese wurde von der Wehrmacht gesprengt, um ein weiteres Vorrücken der Roten Armee zu verhindern. Nach Kriegsende wurde der Amtsbezirk Preschen aufgelöst, durch die Festlegung der Oder-Neiße-Grenze liegt Groß Bademeusel seit 1945 direkt an der Grenze zu Polen. Der Landkreis Sorau bestand westlich der Neiße noch bis zum 1. April 1946, danach wurde Groß Bademeusel in den Landkreis Cottbus umgegliedert. Seit 1949 gehörte Groß Bademeusel zur DDR. Bei der Kreisreform am 25. Juli 1952 wurde die Gemeinde dem Kreis Forst im Bezirk Cottbus zugeordnet.
Am 1. Juli 1977 wurde die südliche Nachbargemeinde Klein Bademeusel nach Groß Bademeusel eingemeindet. Nach der Wiedervereinigung lag Groß Bademeusel zunächst im Landkreis Forst in Brandenburg, der am 6. Dezember 1993 im neuen Landkreis Spree-Neiße aufging. Am gleichen Tag wurde die Gemeinde Groß Bademeusel aufgelöst und in die Stadt Forst eingemeindet, seitdem sind Groß Bademeusel und Klein Bademeusel eigenständige Ortsteile von Forst.

## Bevölkerungsentwicklung
| Jahr | Einwohner |
| ---- | --------- |
| 1875 | 519       |
| 1890 | 515       |
| 1910 | 322       |

| Jahr | Einwohner |
| ---- | --------- |
| 1925 | 309       |
| 1933 | 342       |
| 1939 | 365       |

| Jahr | Einwohner |
| ---- | --------- |
| 1946 | 296       |
| 1950 | 308       |
| 1964 | 278       |

| Jahr | Einwohner |
| ---- | --------- |
| 1971 | 251       |
| 1981 | 325       |
| 1985 | 313       |

| Jahr | Einwohner |
| ---- | --------- |
| 1989 | 295       |
| 1990 | 286       |
| 1992 | 277       |

Gebietsstand des jeweiligen Jahres; ab 1981 mit Klein Bademeusel

## Sport
Bekannt wurde der Ort unter anderem durch die Faustballabteilung der SG Bademeusel, dessen Damenmannschaft bis 2009 in der Faustball-Bundesliga Nord vertreten war und dessen Herrenmannschaft seit 2016 in der 2. Bundesliga Halle spielt.